# Matrena Nogovitsyna
Matrena Stepanovna Nogovitsyna (en russe : Матрёна Степановна Ноговицына), née le 6 novembre 1991 à Maralayy, est une joueuse de dames russe.
Grand maître international (GMIF), elle est devenue championne du monde au jeu de dames international en 2021, après l'avoir été trois fois en parties rapides (2015, 2016 et 2018) et deux fois en parties blitz (2013 et 2017). Elle a aussi été championne d'Europe en 2018.